# Liste der hochrangigen Straßen in Québec

## Autoroutes
Die folgenden Autoroutes sind autobahnähnlich ausgebaute Straßen. Sie stehen unter der Verwaltung des Ministère des Transports du Québec.
| Zeichen                                          | Nummer | Name                                                      | Beginn                   | Ende                     | Länge in Kilometer |
| ------------------------------------------------ | ------ | --------------------------------------------------------- | ------------------------ | ------------------------ | ------------------ |
|                                                  | 5      | Autoroute de la Gatineau                                  | Gatineau                 | La Pêche                 | 25                 |
|                                                  | 10     | Autoroute Bonaventure Autoroute des Cantons de l'Est      | Montréal                 | Sherbrooke               | 142                |
|                                                  | 13     | Autoroute Chomedey                                        | Montréal                 | Mirabel                  | 47                 |
|                                                  | 15     | Autoroute des Laurentides Autoroute Décarie               | Lacolle                  | Sainte-Agathe-des-Monts  | 163                |
|                                                  | 19     | Autoroute Papineau                                        | Montréal                 | Laval                    | 10                 |
|                                                  | 20     | Autoroute du Souvenir Autoroute Jean-Lesage               | Rivière-Beaudette        | Mont-Joli                | 558                |
|                                                  | 25     | Autoroute Transcanadienne                                 | Rawdon                   | Boucherville             | 50                 |
|                                                  | 30     | Autoroute de l’Acier                                      | Vaudreuil-Dorion         | Bécancour                | 120                |
|                                                  | 31     | Autoroute Antonio-Barrette                                | Lavaltrie                | Joliette                 | 14                 |
|                                                  | 35     | Autoroute de la Vallée-des-Forts                          | Saint-Armand             | Chambly                  | 56                 |
|                                                  | 40     | Autoroute Félix-Leclerc                                   | Pointe-Fortune           | Ville de Québec          | 341                |
|                                                  | 50     | Autoroute de l'Outaouais                                  | Gatineau                 | Mirabel                  | 136                |
|                                                  | 55     | Autoroute Joseph-Armand Bombardier Autoroute de l'énergie | Stanstead                | Shawinigan               | 249                |
|                                                  | 70     | Autoroute du Saguenay                                     | Saguenay                 | Saguenay                 | 24                 |
|                                                  | 73     | Autoroute Robert-Cliche                                   | Frontière des É.U.       | Stoneham-et-Tewkesbury   | 94                 |
|                                                  | 85     | Autoroute Claude-Béchard                                  | Notre-Dame-du-Portage    | Saint-Antonin            | 12                 |
|                                                  | 410    | Autoroute Jacques-O'Bready                                | Autoroute 10             | Université de Sherbrooke | 5                  |
|                                                  | 440    | Autoroute Laval                                           | Autoroute 13             | Autoroute 25             | 19                 |
| Autoroute Charest Autoroute Dufferin-Montmorency | 440    | Ville de Québec                                           | Ville de Québec          | 13                       |                    |
|                                                  | 520    | Autoroute Côte de Liesse                                  | Dorval                   | Montréal                 | 8                  |
|                                                  | 530    | Autoroute 530                                             | Salaberry-de-Valleyfield | Salaberry-de-Valleyfield | 12                 |
|                                                  | 540    | Autoroute des Briquets (de l'Acier: 30)                   | Vaudreuil-Dorion         | Vaudreuil-Dorion         | 5                  |
| Autoroute Duplessis                              | 540    | Ville de Québec                                           | Ville de Québec          | 5                        |                    |
|                                                  | 573    | Autoroute Henri-IV                                        | Ville de Québec          | Ville de Québec          | 13                 |
|                                                  | 610    | Autoroute Louis-Bilodeau                                  | Sherbrooke               | Sherbrooke               | 10                 |
|                                                  | 640    | Autoroute 640                                             | Saint-Joseph-du-Lac      | Charlemagne              | 53                 |
|                                                  | 720    | Autoroute Ville-Marie                                     | Montréal                 | Montréal                 | 8                  |
|                                                  | 730    | Autoroute 730                                             | Saint-Constant           | Sainte-Catherine         | 12                 |
|                                                  | 740    | Autoroute Robert-Bourassa                                 | Ville de Québec          | Ville de Québec          | 7                  |
|                                                  | 930    | Autoroute 930                                             | Delson                   | Candiac                  | 3                  |
|                                                  | 955    | Autoroute 955                                             | Saint-Albert             | Sainte-Eulalie           | 16                 |
|                                                  | 973    | Autoroute Laurentienne                                    | Ville de Québec          | Ville de Québec          | 4                  |

## Routes
Die folgenden Routes sind Nationalstraßen erster Ordnung und unterliegen wie die Autoroutes der Verwaltung des Ministère des Transports du Québec.
| Zeichen | Nummer | Name                                                    | Beginn                           | Ende                      | Länge in Kilometer |
| ------- | ------ | ------------------------------------------------------- | -------------------------------- | ------------------------- | ------------------ |
|         | 101    |                                                         | Thorne                           | Macamic                   | 289                |
|         | 104    |                                                         | La Prairie                       | Lac-Brome                 | 94                 |
|         | 105    |                                                         | Gatineau                         | Grand-Remous              | 157                |
|         | 107    |                                                         | Maniwaki                         | Grand-Remous              | 39                 |
|         | 108    |                                                         | Magog                            | Beauceville               | 178                |
|         | 109    |                                                         | Rivière-Héva                     | Matagami                  | 222                |
|         | 111    |                                                         | Val-d’Or                         | Baie-James                | 204                |
|         | 112    |                                                         | Montréal                         | Frampton                  | 319                |
|         | 113    |                                                         | Val-d’Or                         | Chibougamau               | 366                |
|         | 116    | Boulevard Sir Wilfrid-Laurier                           | Longueuil                        | Lévis                     | 274                |
|         | 117    | Boulevard Curé-Labelle                                  | Montréal                         | Rouyn-Noranda             | 660                |
|         | 122    |                                                         | Saint-Gérard-Majella             | Victoriaville             | 95                 |
|         | 125    |                                                         | Montréal                         | Saint-Donat               | 133                |
|         | 131    |                                                         | Lavaltrie                        | Saint-Michel-des-Saints   | 126                |
|         | 132    |                                                         | Dundee                           | Sainte-Flavie             | 1612               |
|         | 133    | Chemin des Patriotes                                    | Saint-Armand                     | Sorel-Tracy               | 132                |
|         | 134    | Boulevard Taschereau Avenue de Lorimier Avenue Papineau | Candiac                          | Montréal                  | 21                 |
|         | 136    | Boulevard Champlain Rue Dalhousie Quai Saint-André      | Ville de Québec                  | Ville de Québec           | 15                 |
|         | 137    |                                                         | Granby                           | Saint-Denis-sur-Richelieu | 60                 |
|         | 138    | Chemin du Roy Rue Notre-Dame Route des Baleines         | Elgin                            | Natashquan                | 1389               |
|         | 139    |                                                         | Abercorn                         | Drummondville             | 124                |
|         | 141    |                                                         | Saint-Herménégilde               | Magog                     | 81                 |
|         | 143    |                                                         | Stanstead                        | Saint-François-du-Lac     | 166                |
|         | 147    |                                                         | Dixville                         | Waterville                | 42                 |
|         | 148    |                                                         | L'Isle-aux-Allumettes            | Laval                     | 336                |
|         | 153    |                                                         | Yamachiche                       | Lac-aux-Sables            | 95                 |
|         | 155    | Boulevard Ducharme Route des Rivières                   | Shawinigan                       | Chambord                  | 247                |
|         | 157    |                                                         | Trois-Rivières                   | Shawinigan                | 28                 |
|         | 158    |                                                         | Lachute                          | Saint-Ignace-de-Loyola    | 122                |
|         | 159    |                                                         | Sainte-Anne-de-la-Pérade         | Saint-Roch-de-Mékinac     | 61                 |
|         | 161    |                                                         | Saint-Augustin-de-Woburn         | Sainte-Eulalie            | 173                |
|         | 162    |                                                         | Victoriaville                    | Saint-Louis-de-Blandford  | 24                 |
|         | 165    |                                                         | Thetford Mines                   | Saint-Louis-de-Blandford  | 67                 |
|         | 167    |                                                         | Saint-Félicien                   | Lac Albanel               | 412                |
|         | 169    |                                                         | Réserve faunique des Laurentides | Hébertville               | 304                |
|         | 170    | Boulevard du Royaume Route du Fjord                     | Métabetchouan–Lac-à-la-Croix     | Saint-Siméon              | 207                |
|         | 171    |                                                         | Scott                            | Lévis                     | 40                 |
|         | 172    | Route de Tadoussac Route du Fjord                       | Alma                             | Tadoussac                 | 169                |
|         | 173    | Route du Président Kennedy                              | Saint-Théophile                  | Lévis                     | 143                |
|         | 175    | Boulevard Talbot                                        | Saint-Lambert-de-Lauzon          | Saguenay                  | 243                |
|         | 185    |                                                         | Saint-Antonin                    | Dégelis                   | 88                 |
|         | 191    | Boulevard Industriel                                    | Rivière-du-Loup                  | Cacouna                   | 16                 |
|         | 195    |                                                         | Saint-Zénon-du-Lac-Humqui        | Matane                    | 88                 |
|         | 197    | Montée Rivière-Morris                                   | Gaspé                            | Gaspé                     | 18                 |
|         | 198    |                                                         | Saint-Maxime-du-Mont-Louis       | Gaspé                     | 133                |
|         | 199    |                                                         | Havre-Aubert                     | Grande-Entrée             | 85                 |